# 山本不二男
山本不二男（やまもと ふじお、1896年3月9日 - 1982年3月12日）は日本の乗車券蒐集家。その膨大な交通コレクションは天理大学附属天理参考館に寄贈された。
1896年（明治29年）大阪市に生まれる。幼少期に両親を亡くし祖母に育てられる。15歳の時親戚の質屋で働き、1922年（大正11年）に独立し質屋を開業する。
独立してからは質屋修行のころから初めていた乗車券蒐集が本格化し仕事は店員や家族にまかせ古書店や駅、私鉄会社へと全国を奔走するようになる。やがて外国の乗車券も蒐集対象となり外国雑誌に乗車券交換の広告を掲載。外国の同好者と連絡をとり錦絵や浮世絵等と交換して各国の乗車券をあつめた。蒐集には苦労をいとわず御大典の乗車券を求めたときは参列者に希望するも譲ってもらえず、一計を案じ都ホテルや京都ホテルのくず箱をあさって、荷札や関係する印刷物、そして乗車券を手に入れたという。また日本航空輸送研究所の初飛行においてその乗車券を手に入れるため「万一事故の場合は賠償を請求しない」という一札を入れ初搭乗したという。やがて乗車券が集まるにつれて、それに附随する文献、印刷物、錦絵、版画。また駕籠、人力車、馬車、バス、船舶、飛行機等の資料も集めるようになる。この蒐集活動は注目を浴びるようになり、新聞に取り上げられ、また蒐集物は博覧会、展覧会にたびたび出品されるようになった。
ところが第二次世界大戦中に空襲にあい20万点の蒐集物の大半を失ってしまう。戦後になり以前にも増して蒐集に没頭し、1日30枚・1年に約1万枚を目標に再開するも馬車鉄道や人車鉄道などは少なく、補充しえなかった。1958年（昭和33年）蒐集物は40万点を数え保存庫も限界に近づいていたころ、関係者の斡旋により天理参考館に寄贈することになり、自身も嘱託として蒐集整理にあたることになった。『日本国有鉄道百年史』の編纂にあたり蒐集物の開業当初の乗車券や明治初期の錦絵の実物写真が掲載されることになった。